# 距離微分
数学の解析学の分野における距離微分（きょりびぶん、英: metric differential）とは、あるユークリッド空間上で定義され任意の距離空間に値を取るようなリプシッツ連続関数に対する、微分の概念の一般化である。この微分の定義のもとで、距離空間に値を取るリプシッツ関数へと、ラーデマッヘルの定理を一般化することが出来る。

## 議論
ラーデマッヘルの定理では、リプシッツ写像 f : Rn → Rm は Rn 内のほとんど至る所で微分可能であることが示されていた。これはつまり、ほとんど全ての x に対して、x の十分小さい任意の範囲において f は近似的に線型であることを意味する。しかしもしも f が距離空間 X に値を取るようなユークリッド空間 Rn 上の関数であるなら、微分可能性について論じることは直ちに意義のあることとはならない。なぜならば、X は先験的には線型構造を持たないことが知られているからである。たとえ X がバナッハ空間であるとか、フレシェ微分がほとんど至る所で存在する、などのことを仮定したとしても、そのような微分可能性は成り立たない。例えば、単位区間から可積分関数の空間への写像 f : [0,1] → L1([0,1]) を、f(x) = χ[0,x] と定義すると、
{\displaystyle |f(x)-f(y)|=\int _{0}^{1}|\chi _{[0,x]}(t)-\chi _{[0,y]}(t)|\,dt=\int _{x}^{y}\,dt=|x-y|}
が 0 ≤ x ≤ y≤ 1 に対して成り立つため、この関数はリプシッツ連続（さらに実際、等長）である。しかし、[0,1] 内のどのような x に対しても、limh→0(f(x + h) −  f(x))/h は L1 関数には収束しないことが確かめられるため、f は至る所で微分不可能である。 
しかしラーデマッヘルの定理を、ほとんど全ての点上に着目してどのようにリプシッツ関数が安定化するか、ということについて述べた定理と見なせば、f の線型性の代わりに距離の性質について述べたものとして、そのような定理が存在することが分かる。

## 距離微分の定義と存在
関数 f:Rn → X の微分の代わりに、Rn 内のある点 z における f の距離微分は、次のような極限として定義される Rn 上の関数である：
{\displaystyle MD(f,z)(x)=\lim _{r\rightarrow +0}{\frac {d_{X}(f(z+rx),f(z))}{r}}}
ただしこの極限が存在するときに限る（ここで d X は X 上の距離を表す）。
Bernd Kirchheim の定理 によると、距離微分に関して、ラーデマッヘルの定理は成立することが示されている。Rn 内のほとんど全ての z に対して、MD(f, z) はセミノルムであり、
{\displaystyle d_{X}(f(x),f(y))-MD(f,z)(x-y)=o(|x-z|+|y-z|)\,}
が成立する。ここで小さい o の記号は、z に非常に近い値において、関数 f がセミノルム MD(f, z) について Rn から距離空間 X への等長写像であることを意味している。